# Thraulodes alapictus
Thraulodes alapictus is een haft uit de familie Leptophlebiidae. De wetenschappelijke naam van de soort is voor het eerst geldig gepubliceerd in 2013 door Lima, Mariano en Pinheiro.